# Liste der denkmalgeschützten Objekte in Aspach (Oberösterreich)
Die Liste der denkmalgeschützten Objekte in Aspach enthält die 11 denkmalgeschützten, unbeweglichen Objekte der Gemeinde Aspach im Bezirk Braunau am Inn.

## Denkmäler
| Foto |                 | Denkmal                                                                                         | Standort                                        | Beschreibung | Metadaten |
| ---- | --------------- | ----------------------------------------------------------------------------------------------- | ----------------------------------------------- | --- | --- |
| ja   | Datei hochladen | Pfarrhof und Brückengang HERIS-ID: 52024 Objekt-ID: 57976                                       | Marktplatz 1 Standort KG: Aspach                | Der im Kern gotische Pfarrhof ist durch einen Brückengang mit der Pfarrkirche verbunden. | BDA-Hist.: Q38048717 Status: § 2a Stand der BDA-Liste: 2025-06-30 Name: Pfarrhof und Brückengang GstNr.: .382, 2816, 2740/1 Pfarrhof Aspach                             |
| ja   | Datei hochladen | Braugasthof Zwink – Bleckenwegner HERIS-ID: 45341 Objekt-ID: 46633                              | Marktplatz 2 Standort KG: Aspach                | Der Braugasthof Zwink – Bleckenwegner wurde Anfang des 19. Jahrhunderts erbaut. Die Gaststube ist mit Ausnahme der erneuerten Schank seit 1929 fast unverändert geblieben. | BDA-Hist.: Q38015198 Status: Bescheid Stand der BDA-Liste: 2025-06-30 Name: Braugasthof Zwink – Bleckenwegner GstNr.: .428                                              |
| ja   | Datei hochladen | Ehemaliges Nebengebäude des Braugasthofes Hofmann/Stiblersaal HERIS-ID: 89770 Objekt-ID: 104423 | Marktplatz 8 Standort KG: Aspach                | Das ehemalige Wirtschafts- und Stallgebäude des Braugasthofes Hofmann wurde 1860 errichtet. | BDA-Hist.: Q37742727 Status: § 2a Stand der BDA-Liste: 2025-06-30 Name: Ehemaliges Nebengebäude des Braugasthofes Hofmann/Stiblersaal GstNr.: .431 Aspach Stiblersaal   |
| ja   | Datei hochladen | Marktgemeindeamt, ehem. Braugasthof Hofmann HERIS-ID: 57505 Objekt-ID: 67622                    | Marktplatz 9 Standort KG: Aspach                | Das Jugendstilgebäude am Marktplatz 9 wurde 1924 von dem Linzer Architekten Hans Wolfgruber als Braugasthof und Wohnhaus der Brauherrenfamilie Hofmann erbaut. Ein breiter Fries von Engelbert Daringer, der sich über drei Seiten der Fassade erstreckt, zeigt den Ablauf einer Innviertler Bauernhochzeit. | BDA-Hist.: Q38076923 Status: Bescheid Stand der BDA-Liste: 2025-06-30 Name: Marktgemeindeamt, ehem. Braugasthof Hofmann GstNr.: .432 Gemeindeamt Aspach                 |
| ja   | Datei hochladen | Gnadenstuhl HERIS-ID: 89777 Objekt-ID: 104430                                                   | bei Mettmacher Straße 1 Standort KG: Aspach     | Die Hochsäule mit volutenförmig verziertem Marktwappen und einer als Kunststeinguss ausgeführten Plastik der Hl. Dreifaltigkeit aus der Werkstatt des Bildhauers Josef Furthner wurde 1929 zur Erinnerung an die 1928 erfolgte Markterhebung geweiht. | BDA-Hist.: Q37742794 Status: § 2a Stand der BDA-Liste: 2025-06-30 Name: Gnadenstuhl GstNr.: 2767 Dreifaltigkeitssäule, Aspach                                           |
| ja   | Datei hochladen | Kriegerdenkmal HERIS-ID: 89774 Objekt-ID: 104427                                                | Mettmacher Straße, Friedhof Standort KG: Aspach | Das ursprünglich am Marktplatz errichtete und später in den Außenbereich des Friedhofs versetzte Kriegerdenkmal wurde vom Bundesdenkmalamt als „postnationale Symbolplastik von untergeordnetem kulturellem Wert“ eingestuft. | BDA-Hist.: Q37742754 Status: § 2a Stand der BDA-Liste: 2025-06-30 Name: Kriegerdenkmal GstNr.: 2288                                                                     |
| ja   | Datei hochladen | Kath. Pfarrkirche Mariae Himmelfahrt und ehemaliger Kirchhof HERIS-ID: 52023 Objekt-ID: 57975   | am Marktplatz Standort KG: Aspach               | Die Pfarrkirche Mariae Himmelfahrt wurde bereits 1074 erwähnt. Der Sakralbaus war ursprünglich eine romanische Pfeilerbasilika, in der Gotik erfolgte eine Umgestaltung und Vergrößerung. 1476 Neubau des Chores und des Südturmes, das Langhaus ist heute dreischiffig und fünfjochig, der Chor ist breiter als das Mittelschiff und mit 3/8 Schluss ausgestattet, wobei die gotischen Rippen entfernt wurden. Das Gewölbe ist teilweise mit Akanthus- und Bandwerkstuck von Hans Hennervogel überzogen, datiert auf 1718. Beim spätgotischen Turm im südlichen Chorwinkel sind die beiden oberen Geschoße ins Achteck übergeführt, der hohe Doppelzwiebelhelm ist von 1936. Für den 1777 geschaffenen Tabernakel am Hochaltar war Johann Peter Schwanthaler d.Ä. verantwortlich. In der Sebastianskapelle befindet sich ein Altar von 1643, das Altarbild ist eine Kopie des Gemäldes des Hans von Achen in der Münchner Michaelskirche. Etliche Werke in der Kirche sind der Bildhauerfamilie Zürn nahestehend. Der Altar der 1514 errichteten Annakapelle ist von 1676 und eine Schöpfung des Thomas Schwanthalers. Die Gruft befindet sich unter den beiden östlichen Jochen des südlichen Seitenschiffs. | BDA-Hist.: Q25197491 Status: § 2a Stand der BDA-Liste: 2025-06-30 Name: Kath. Pfarrkirche Mariae Himmelfahrt und ehem. Kirchhof GstNr.: .387, 2816 Pfarrkirche Aspach   |
| ja   | Datei hochladen | Burgstall Gründelsberg und Hügelgräberfeld HERIS-ID: 45126 Objekt-ID: 46029                     | Gründelsberg Standort KG: Obermigelsbach        | Der Burgstall Grindelsberg dürfte nach vorliegenden Befunden nicht eine mittelalterliche Burgstelle, sondern eine ur- oder frühgeschichtliche Wallanlage sein. Zwei mittlerweile weitgehend verfüllte Gruben könnten Zisternen gewesen sein. In unmittelbarer Nähe befindet sich eine Hügelgräber-Nekropole, die in engem Zusammenhang mit der Wehranlage stehen dürfte. Anmerkung: Die Koordinaten beziehen sich auf GSt Nr. 456/1 | BDA-Hist.: Q38013496 Status: Bescheid Stand der BDA-Liste: 2025-06-30 Name: Burgstall Gründelsberg und Hügelgräberfeld GstNr.: 456/1, 456/2, 456/3, 456/4, 456/5, 460/1 |
| ja   | Datei hochladen | Sogenannte Rote Kapelle HERIS-ID: 89781 Objekt-ID: 104434                                       | Kappeln Standort KG: Obermigelsbach             | Die sogenannte Rote Kapelle wurde nachträglich über einem Pfeiler aus rotem Sandstein errichtet („Rotes Kreuz“), der ursprünglich etwa 150 Meter von seinem heutigen Standort entfernt in der Flur „Roter Hügel“ an einem Hohlweg stand. Bei der Einebnung des Hohlweges zerbrach die Säule und der untere Teil wurde als Verfüllungsmaterial verwendet. Das obere Drittel erhielt ein neues Fundament und wurde an seinem heutigen Standort versetzt. Der Volksglaube schrieb dem Denkmal eine fruchtbarkeitsfördernde Wirkung zu, weshalb immer wieder Steinstaub zum Einnehmen abgeschabt wurde. Um das zu unterbinden, ließ der Besitzer eine kleine rote Holzkapelle um den Stein errichten, die später durch eine Blechkonstruktion ersetzt wurde. Die Entstehungszeit der Säule und ihr primärer Zweck sind unklar. Die Volkskundlerin Elisabeth Schiffkorn vertritt den Standpunkt, dass es sich bei zahlreichen „Roten Kreuzen“ um Rechtsaltertümer aus der Zeit der Rodungen durch die Babenberger und frühen Habsburger handelt. Bei der eingravierten Jahreszahl „1571“ wird eine neuzeitliche Nachritzung vermutet.                                                                               | BDA-Hist.: Q37742831 Status: § 2a Stand der BDA-Liste: 2025-06-30 Name: Sog. Rote Kapelle GstNr.: 2521 Aspach Rote Kapelle                                              |
| ja   | Datei hochladen | Ehemalige Mühle HERIS-ID: 89794 Objekt-ID: 104449                                               | Am Spitzberg 1 Standort KG: Wildenau            | | BDA-Hist.: Q37742860 Status: § 2a Stand der BDA-Liste: 2025-06-30 Name: Ehem. Mühle GstNr.: .50                                                                         |
| ja   | Datei hochladen | Schloss Wildenau HERIS-ID: 38907 Objekt-ID: 38528                                               | Schlosshof 1 Standort KG: Wildenau              | Ein Ansitz der Familie Aham an dieser Stelle wurde 1383 erstmals urkundlich erwähnt. Die als Wasserschloss konzipierte Anlage erreichte ihre größte Ausdehnung um 1795 unter Freiherr Franz von Imsland. Ab dem 19. Jahrhundert war das Schloss im Niedergang begriffen und verfiel zusehends. Der dreigeschoßige Ostteil des Palas blieb erhalten und wurde 2016/2017 renoviert. | BDA-Hist.: Q2244156 Status: Bescheid Stand der BDA-Liste: 2025-06-30 Name: Schloss Wildenau GstNr.: .63/1 Schloss Wildenau                                              |